# Kreisgalerie Mellrichstadt
Die Kreisgalerie Mellrichstadt im Alten Spital beherbergt die Gemälde und Skulpturensammlung des Landkreis Rhön-Grabfeld.

## Geschichte und Beschreibung
Die Kreisgalerie in den Räumen des historischen Pfründnerspitals wurde im Juni 1993 durch den Landrat Fritz Steigerwald eingeweiht. Die Kunstsammlung des Landkreises fand hier Platz.
Neben regionalen Barockkünstlern wie Johann Joseph Kessler, Georg Anton Urlaub, Johann Benedikt Witz, Brüder Andreas und Peter Herrlein sind auch spätere Künstler wie Franz Reder-Broili und Ludwig von Gleichen-Rußwurm vertreten.
Künstler der Gegenwart sind Norbert Kamill Preiss, Willi Lemm, Eugen Jeschke, Ferdinand Lammeyer, Erich Husemann, Monika Linhard, Jan Polacek und Mia Hochrein.
Ein Museumscafé ist mit integriert.

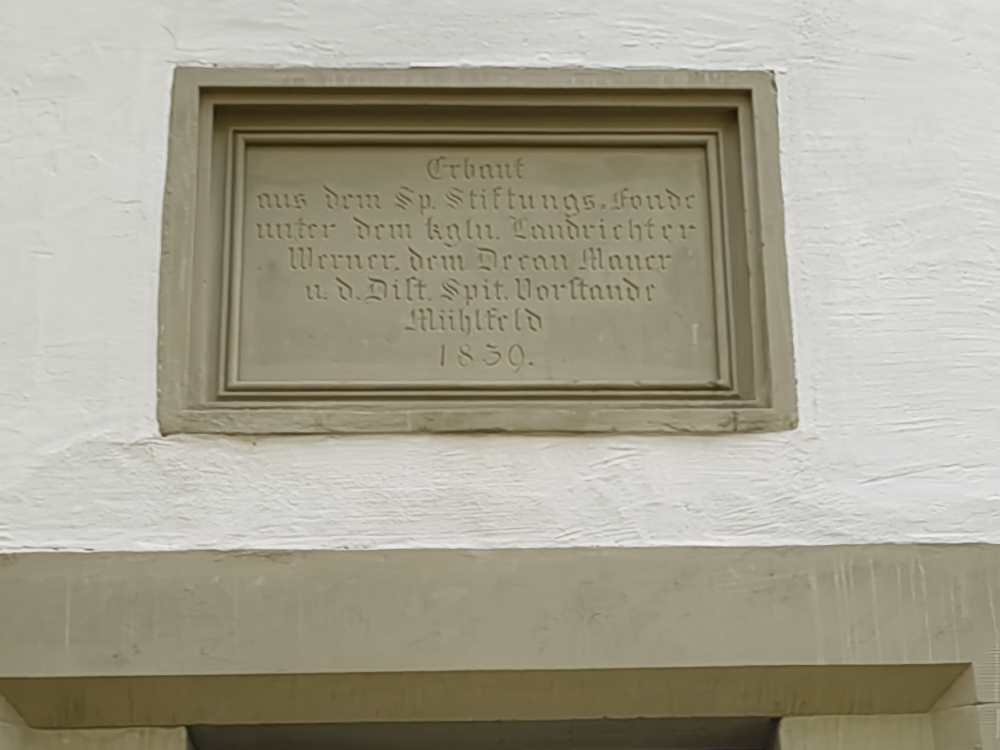
Gründertafel über dem Hintereingang
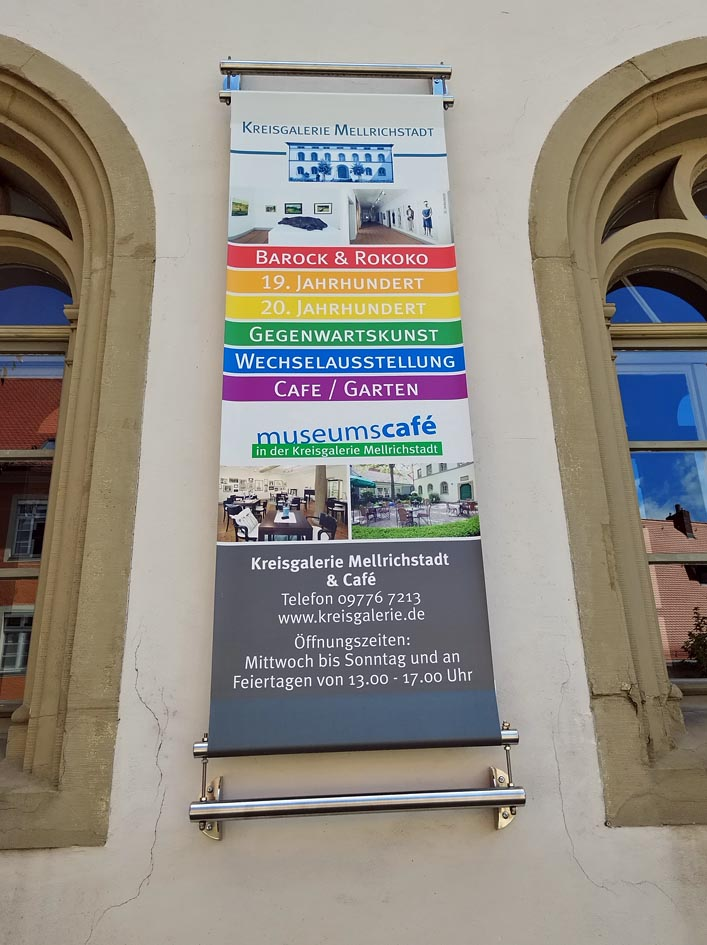
Plakat zur Außenwerbung
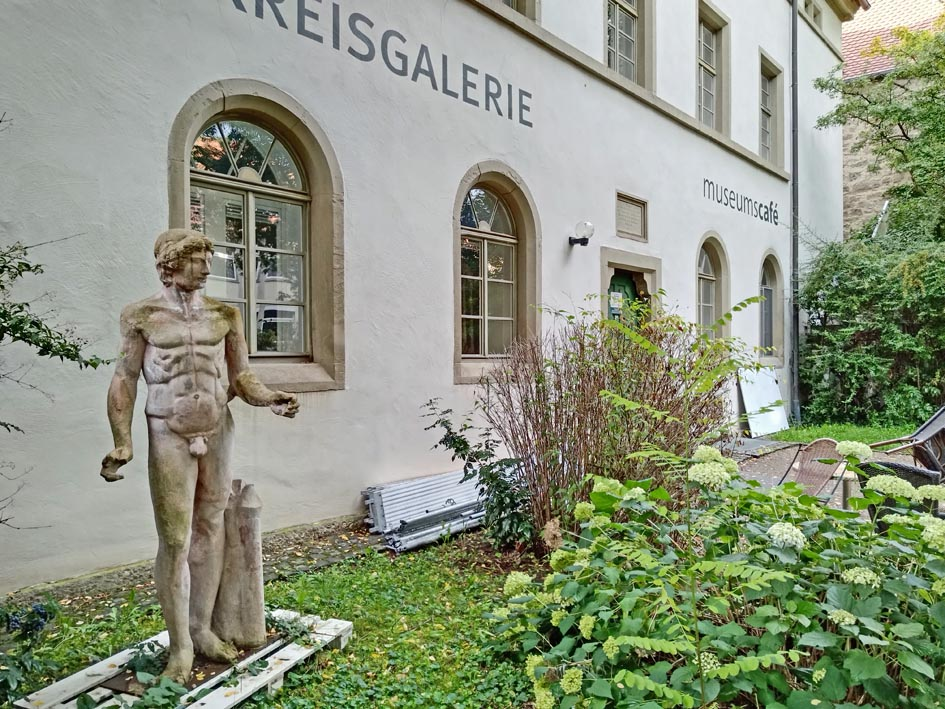
Garten auf der Rückseite der Galerie